# Vöröshasú légykapó
A vöröshasú légykapó (Niltava sundara)  a madarak osztályának verébalakúak (Passeriformes) rendjébe és a légykapófélék (Muscicapidae) családjába tartozó faj.

## Rendszerezése
A fajt Brian Houghton Hodgson angol természettudós írta le 1837-ben.

## Alfajai
- Niltava sundara denotata Bangs & J. C. Phillips, 1914
- Niltava sundara sundara Hodgson, 1837
- Niltava sundara whistleri Ticehurst, 1926[2]

## Előfordulása
Dél- és Délkelet-Ázsiában, Banglades, Bhután, Kína, India, Laosz, Mianmar, Nepál, Pakisztán, Thaiföld és Vietnám területén honos.
Természetes élőhelyei a szubtrópusi vagy trópusi síkvidéki és hegyi esőerdők, valamint leromlott egykori erdők. Állandó, nem vonuló faj.

## Megjelenése
Testhossza 15–18 centiméter, testtömege 19–24 gramm. A nemek különböznek.
|  |  |

## Életmódja
Gerinctelenekkel táplálkozik.

## Természetvédelmi helyzete
Az elterjedési területe rendkívül nagy, egyedszáma pedig stabil. A Természetvédelmi Világszövetség Vörös listáján nem fenyegetett fajként szerepel.